# Rhinosimus perpunctatus
Rhinosimus perpunctatus es una especie de coleóptero de la familia Salpingidae.

## Distribución geográfica
Habita en Nueva Zelanda.